# Шежере племени усерган
«Шежере племени усерган» (баш. «Үҫәргән ырыуы шәжәрәһе») — памятник башкирской словесности, шежере.

## Описание
«Шежере племени усерган» написано в форме кубаира на башкирском языке.
Произведение начинается с прославления Муйтен-бия — основателя башкирского племени усерган. Муйтен-бий как представитель башкир вместе со своим сыном Усерганом был принят Чингисханом. Муйтен-бий получил ярлык на улусное владение землями в бассейне рек Агидель (Белая), Тобол, Ишим (до Иртыша), верховьях реки Яик (Урал) с притоками. Территория улусных земель Муйтен-бия полностью совпадала с территорией исторического Башкортостана IX — начала XIII веков.
По мнению некоторых историков, в «Шежере племени усерган» включены подлинные документы 1240-х годов — тарханной и суюргальной грамот, выданных Муйтен-бию властителем Золотой Орды Батыем.
Список шежере племени усерган, выполненный в 1900 году Шагигалимом Тукумбетовым из деревни Кузеняково Орского уезда Оренбургской губернии, в 1931 году был приобретён Г. Ф. Вильдановым. Один из вариантов шежере: Туксаба → Муйтен-бий → Усерган → Шигали → Бэзэк-бий → Джурек-бий → Урал-бий → Кара-Буга-бий → Карагач-бий → Сарыбаш-бий → Байгужа → Казаксал → Каръяу → Тугмат тархан → Тукумбет → Ишбирде → Кутлы-Кадам → Тэбэсек → Джумакай → Кужанак.
У «Шежере племени усерган» также имеются и другие варианты — в прозаической и стихотворно-прозаической формах.